# Ait Bazza
Ait Bazza (en àrab آيت بازا, Āyt Bāzzā; en amazic ⴰⵢⵜ ⴱⴰⵥⵥⴰ) és una comuna rural de la província de Boulemane, a la regió de Fes-Meknès, al Marroc. Segons el cens de 2014 tenia una població total de 2.955 persones.